# Centrica
Centrica är en brittisk el- och gasleverantör. Det har sitt ursprung i British Gas och äger det varumärket i Storbritannien.